# Gerres infasciatus
Gerres infasciatus és una espècie de peix pertanyent a la família dels gerrèids.

## Descripció
- Fa 14 cm de llargària màxima.[5]

## Hàbitat
És un peix marí, de clima tropical i pelàgic-nerític.

## Distribució geogràfica
Es troba a l'Índia i el nord del golf de Tailàndia.

## Observacions
És inofensiu per als humans.